# Kentarō Satō
Kentarō Satō (jap. 佐藤 健太郎 Satō Kentarō; ur. 14 sierpnia 1984) – japoński piłkarz występujący na pozycji pomocnika. Obecnie występuje w Renofa Yamaguchi FC.

## Kariera klubowa
Od 2007 roku występował w klubach Montedio Yamagata, JEF United Chiba, Kyoto Sanga F.C. i Renofa Yamaguchi FC.